# Benito Márquez
Benito Márquez foi um militar espanhol do século XX, presidente do Conselho de Defesa de Infantaria e principal promotor do movimento dos conselhos de defesa.

## Biografia
Benito Márquez Martínez nasceu em Sevilha em 1858. Lutou nas Filipinas, tendo sido acusado de fraude por não devolver suas dívidas a outros oficiais e a Cuba. Sendo o coronel chefe do Regimento Vergara, uma guarnição em Barcelona, ele era o líder mais conhecido das Forças de Defesa, um movimento militar de protesto contra o governo, por razões trabalhistas e políticas, que se espalharam por toda a Espanha, especialmente entre oficiais. graduação intermediária. Em maio de 1917, ele foi eleito Presidente do Conselho de Defesa da Arma de Infantaria de Barcelona.

No final de maio de 1917, ele foi detido e preso no Castelo de Montjuich, tendo sido liberado 1 de junho de 1917. Na greve geral de 10 a 13 de agosto de 1917, ele participou da repressão ordenada pelo governo, destacando a realizada nos grevistas de Sabadell. Por um curto período, ele foi presidente do Conselho Central de Defesa do Exército. Após sua expulsão da carreira militar em 1918, teve que se exilar em Cuba, onde trabalhou na Tobacco Company. Morreu em Barcelona em 14 de Novembro de 1927. Ele foi definido como "um personagem bem-intencionado, mas carente de conhecimento", ou como um coronel de "poucas luzes políticas".